# Arnaldo Rodríguez
Arnaldo Rodríguez (Asunción, Paraguay, 10 de octubre de 1985) es un futbolista paraguayo, que juega de defensor y que actualmente milita en el Club Fernando de la Mora de División Intermedia.

## Clubes
| Club                | País     | Año             |
| ------------------- | -------- | --------------- |
| Rubio Ñu            | Paraguay | 2010 - 2013     |
| San Lorenzo         | Paraguay | 2014 - 2015     |
| Fernando de la Mora | Paraguay | 2016 - presente |

## Palmarés
| Título              | Equipo               | País     | Año  |
| ------------------- | -------------------- | -------- | ---- |
| División Intermedia | Sportivo San Lorenzo | Paraguay | 2014 |

## Vida personal
Es de la Ciudad de Itapé, Guairá, a 20 km de Villarrica.
Su madre se llama Cristina